# لويد كارير
لويد أو لويد كارير (بالإنجليزيّة: Loyd Carrier) هي ناقلة جنود مُدرَّعة بريطانيّة الصنع، طوّرها المهندس البريطاني فيفيان لويد لاستخدام الجيش البريطاني وقوات دول الكومنولث خلال الحرب العالميّة الثانية لنقل المعدّات والجنود في ساحة المعركة، كما تم استخدام هذه الناقلة إلى جانب كارير العالميّة في نقل أسلحة دعم المشاة.
لقد تم إنتاج ما مجموعه حوالي 26,000 وحدة من هذه الناقلة.

## الخدمة
تم استخدام المُدرَّعة لأول مرة من قِبَل الجيش البريطاني في الحرب العالميّة الثانية عام 1939. ولقد باعت بريطانيا عددًا منها لكلٍ من بلجيكا وهولندا بعد انتهاء الحرب، حيث ظلّت بالخدمة حتى ستينيّات القرن العشرين.

## التصميم

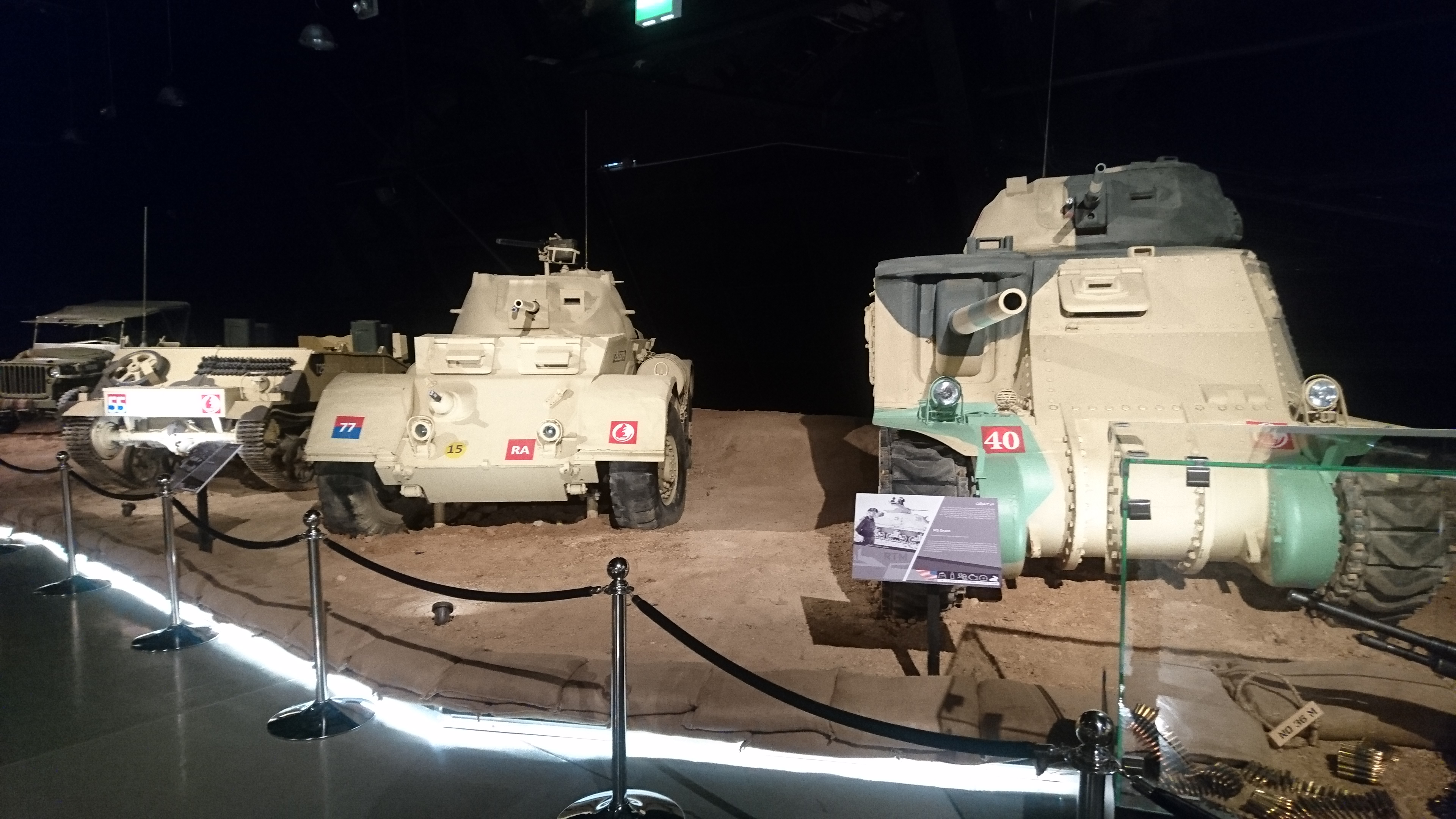
ناقلة لويد (الثانية من اليمين) في متحف الدبابات الملكي، عمّان.

لقد تم إنتاج هذه الناقلة بأرقام ثلاثة مختلفة جميعها في وقت الحرب: رقم 1، رقم 2، ورقم 3، حيث اختلف نوع المحرِّك في كل رقم. كما كان الإنتاج ضمن فئتين مختلفتين: Mk I و Mk II، حيث اختلف نظام الكوابح.